# Biologisk altruism
Biologisk altruism definieras som ett beteende hos ett djur (hjälparen) som reducerar dess reproduktiva chanser men som ökar de reproduktiva chanserna hos ett annat djur (mottagaren).

## Bakgrund
För alla organismer handlar livet i grunden om att överleva och reproducera sig. Reproduktion är en process där kopior av gener sprids till framtida generationer. Den relativa reproduktiva framgången, genetisk fitness, skiljer sig mellan individer och det är kärnan i det naturliga urvalet. En ärvbar egenskap får fördel i den naturliga selektionen om individen som bär den har en högre fitness än den som inte bär den.
Altruism är fascinerande på det viset att det innebär evolution av beteende som reducerar fitness hos individen som utför handlingen, men altruism kan utvecklas till altruistiska beteendemönster om fördelarna är större än kostnaderna.
Det finns 4 allmänna situationer där ett hjälpande beteende är en fördel och kan evolvera. Den första är när en hjälpande individ får direkta fördelar av sin investering i hjälpande, det ses då som ett samarbete. Det andra tillståndet är när individen får indirekta fördelar genom upprepande interaktioner med en partner som också investerar i hjälpande, detta blir ett slags samarbete över tid och benämns som reciprok altruism. Den tredje situationen där ett altruistiskt beteende gynnas är när en individ interagerar och hjälper besläktade individer, så kallad släktskapsselektion. Det fjärde scenariot är när igenkänning och hjälpande kodas av två individuella loci och det sker en kopplingsojämvikt, så kallad greenbeard-effekt.

## Altruism i olika former

### Direkta fördelar
När en individ utför en hjälpande handling där den får direkta fördelar är det ett slags samarbete, detta på grund av att både individen som utför handlingen och den som tar emot handlingen får en ökad fitness. Denna situation har också benämnts som svag altruism, vilket innebär att handlingen endast reducerar relativ fitness hos den hjälpande individen. Om samarbetet har en avgörande effekt på individens fitness kommer troligtvis selektionstrycket på hjälpande att öka, exempelvis om samarbetet ger en individ större chans att få ta över ett revir. Exempel på samarbete med direkta fördelar är jagande i grupp och försvarande av boet.

### Släktskapsselektion
Selektion som drivs av skillnader i inkluderande fitness (eng. inclusive fitness) kallas släktskapsselektion. Inkluderande fitness är summan av en individs genetiska bidrag till nästa generation genom den egna reproduktionen och nära släktingars reproduktion som åstadkommits genom individens altruistiska handlingar gentemot dem. I denna genselektion flyttas fokus ifrån hur många avkommor en individ producerar och läggs istället på hur många gener som kopieras till efterföljande generationer.
W. D. Hamilton var en brittisk evolutionsbiolog som utformade en teori för hur altruistiskt beteende kan uppstå genom släktskapsselektion, detta har kommit att omnämnas som Hamiltons regel:
{\displaystyle \quad C<B*r}
{\displaystyle C=} den reproduktiva kostnaden (eng. cost) för individen som utför den altruistiska handlingen 
{\displaystyle B=}  den reproduktiva fördelen (eng. benefit) som individen får genom den altruistiska handlingen
{\displaystyle r=} graden av genetiskt släktskap (eng. coefficient of relationship)
Möjligheten att nära släktingar delar samma upplaga av en gen, varierar med hur nära släkt de är. Graden av släktskap kan variera mellan 0 och 1, där 0 innebär att det inte finns något släktskap och där 1 innebär att de är genetiskt identiska.
Evolution av altruism skapas om :
{\displaystyle \quad C/B<r}
dvs. en gen som främjar altruistiskt beteende kommer att ha en positiv inkluderande fitness och därmed öka i populationen när kostnaden ({\displaystyle C}) för en enstaka altruistisk handling är mindre än fördelen ({\displaystyle B}) mot deras grad av släktskap ({\displaystyle r}). Proportionen kostnaden/fördelen är ett mått på hur altruistiskt beteendet är. En besläktad individ kan kännas igen på beteende eller genom kemiska signaler.
Hamiltons regel har dock stött på kritik av vissa för att simplifiera antaganden om demografin, så att populationsstorleken hålls konstant. I populationer där individer sprider sig långa sträckor eller i hög utsträckning missgynnas hjälpande eftersom de individer som utnyttjar hjälparna utan att betala kostnaden alltid har en fördel gentemot hjälparna. Men i populationer som har en begränsad utbredningsområde leder samlingen av individer till att hjälpande individer har fler interaktioner och på så sätt kan de då gynnas eftersom de individerna får fler fördelar.
Den enklaste formen av altruism är vård av avkomma. Föräldrar vårdar sin avkomma eftersom det ökar deras reproduktiva framgång, avkomman har större chans att överleva till reproduktiv ålder. Detta kan dock även vara en form av reciprok altruism eftersom föräldrarna sedan kan få hjälp av sin avkomma när de blir äldre.
Tydliga exempel på släktskapsselektion förekommer hos sociala insekter som termiter, myror och bin. Hos dessa insekter finns det individer som offrar sin egen reproduktion och blir sterila för att hjälpa drottningen, sin moder, med äggläggningen och med att vårda drottningens avkomma, som är deras syskon.

### Reciprok altruism

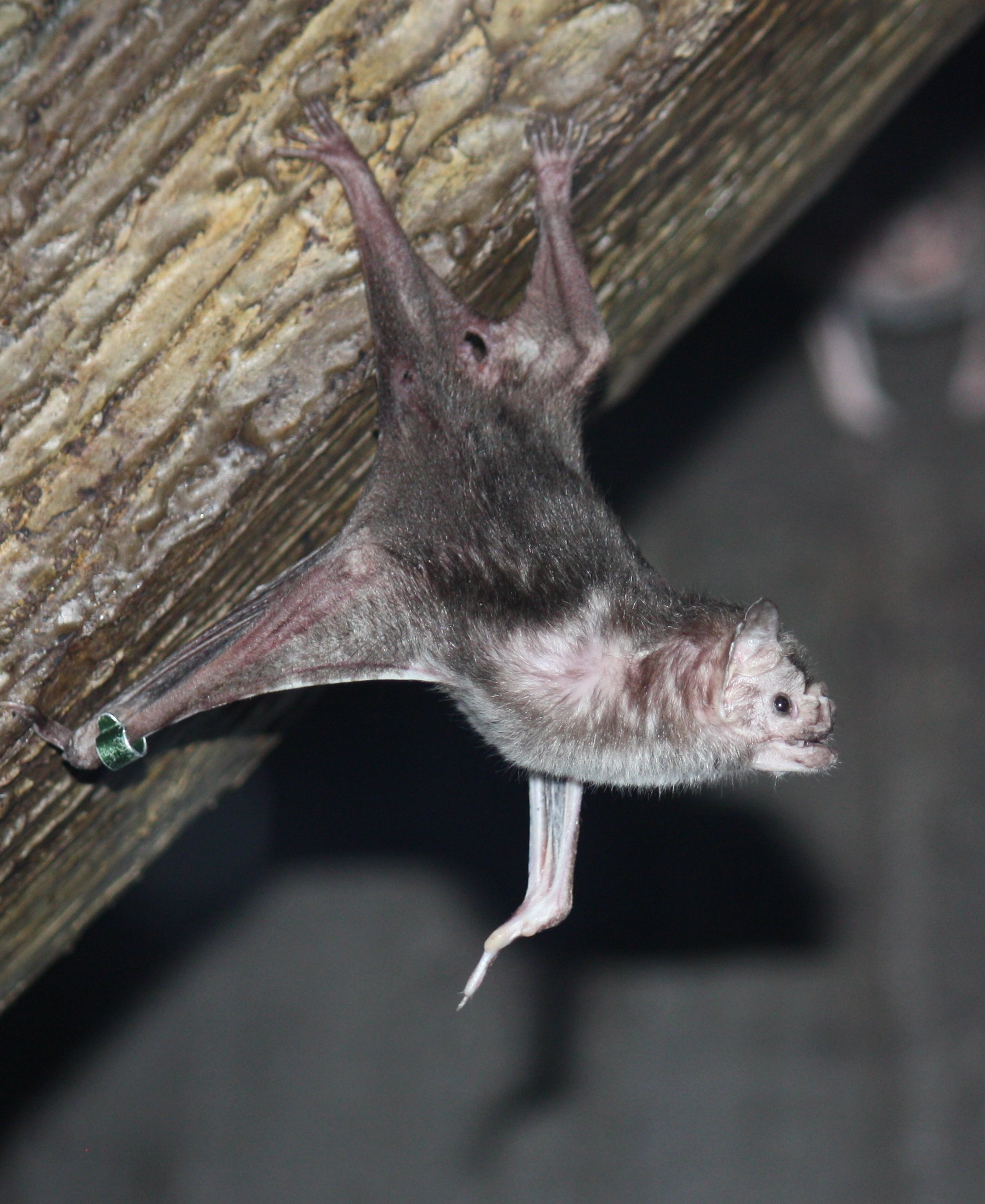
Vampyrfladdermus

En möjlighet för att icke besläktade individer ska utveckla ett beteende där de hjälper varandra är att det finns en försäkran om att deras goda gärningar kommer att återbetalas i framtiden. Fördelen med reciprocitet förutsätter att det finns en minimalistisk chans för en individ att interagera med samma partner igen och denna chans måste vara större när proportionen kostnad/fördel av den altruistiska handlingen är liten, alltså att fördelen för mottagaren är större än kostnaden för givaren. Reciprok altruism kan också ses som en form av symbios, men som har en tidsförskjutning i återbetalningen av hjälpen.
Ett klassiskt exempel på reciprok altruism är varningsläten hos fåglar, där en individ varnar de andra för att nästa gång kanske vara den som blir varnad av en annan individ. Det kan tyckas att det finns en stor fördel med att ”fuska” vid reciprok altruism, att inte återgälda hjälpen, men det förhåller sig så att det inte lönar sig att fuska, då selektionen kommer att motverka fuskare då valet att inte återgälda hjälpen senare kommer att ha negativa effekter på fuskarens liv vilket väger upp för fördelen av att inte ge tillbaka hjälpen. Detta kan yttra sig i att altruisten skär av alla framtida altruistiska handlingar mot den fuskande individen. Om då kostnaden involverad i reciprociteten är mindre än fördelen av den förlorade hjälpen kommer fuskaren att selekteras mot jämfört med de individer i gruppen som inte fuskar och utbyter många altruistiska handlingar.
Ett exempel på reciprok altruism finns hos vampyrfladdermusen (Desmodus rotundus), den livnär sig på blod som de suger från stora djur som exempelvis boskap. De har en mycket snabb metabolism och om de är utan mat i några dagar förlorar de snabbt i kroppsvikt och dör av svält. Deras mattillgång är mycket oförutsägbar men när en individ har ätit kan den kasta upp blod för att ge till en annan individ som svälter. Detta sker mellan besläktade individer men är också väldigt vanligt mellan obesläktade individer, individer som hjälps åt kan känna igen varandra genom kontaktläten. Kostnaden att ge blod till en svältande individ vägs upp av fördelen av att denna individ får blod när den själv svälter.

### Greenbeard-effekt
En annan möjlig mekanism som leder till altruism är när altruistiska handlingar som riktas mot besläktade individer sker från det hjälpande loci genom kopplingsojämvikt mellan en gen som kodar för en fenotypisk egenskap som används för igenkänning och mellan genen/generna ansvariga för hjälpande. Konceptet greenbeard-gen myntades av Hamilton (1964) och namngavs av Dawkins (1976), och definitionen av en sådan gen är att den orsakar en fenotypisk effekt som tillåter bäraren med detta kännetecken att känna igen samma effekt i andra individer, bäraren kommer då att bete sig annorlunda mot individer beroende på om de har detta kännetecken eller inte. Individer som båda har kännetecknet är genetiskt identiska på det altruistiska locus och har därmed en grad av släktskap på 1.
Altruismen kommer att bli instabil om rekombination kan bryta ned kopplingen mellan generna för igenkänning och altruism, detta på grund av att de individer som har greenbeard-fenotypen men är utan genen som kodar för altruismen kommer att ha störst fitness och det resulterar i att det blir en snabb minskning i frekvensen av den altruistiska genen. Då det är en gen eller om det är två fullständigt kopplade gener som orsakar effekten av igenkänning och altruism kan systemet endast brytas ned om det evolverar en ny gen är en greenbeard men som inte ger någon responseffekt. Om det då skulle ske en kollaps av systemet skulle den ske avsevärt långsammare än när det är två gener och rekombination.